# 华为Ascend P1
华为Ascend P1，是华为首款智能双核安卓系统手机产品之一。在2012年1月的国际电子消费展上发布。

## 概述
早在2003年，华为开始进入手机消费领域。在2011年，华为在终端业务上突飞猛进，卖出了2000万部，2012年的目标则是5000万到6000万部。华为进军手机市场后，最初开始走的是运营商定制路线，这项策略使得华为终端出货量一路攀升，但低利润率亦严重拖累整个华为公司的利润。华为终端董事长余承东要求华为上海研究所专注于智能手机的研发，而传统功能手机的研发则迁至西安，并成功说服曾担任西门子产品概念设计总监、宝马主设计师的范文迪担任华为终端手机产品首席设计总监。2011年5月，华为工程师们设计出“埃菲尔”的高端智能手机产品，但余承东仍然觉得不满意，他与华为终端总裁万飙决定推倒重来，并将新产品被重新命名为Ascend P1，对华为而言，它是Ascend品牌的代表，也是华为旗舰机的代表。在2012年1月举行的国际电子消费展上发布，华为推出了旗舰机的Ascend系列手机，机身采用了4.3吋分辨率为960×540像素触摸屏，搭载1.5GHz主频的双核理器和图形处理器。该手机已于2012年4月18日上市发售，并配有种4颜色。

## 相关
- 华为Ascend系列